# Мастанико (Бреша)
Мастанико је насеље у Италији у округу Бреша, региону Ломбардија.
Према процени из 2011. у насељу је живело 96 становника. Насеље се налази на надморској висини од 576 м.